# 8½ Souvenirs
8½ Souvenirs fue un grupo estadounidense de jazz y neoswing, que se mantuvo activo desde 1993 hasta 2000.
 Provenían de Austin, Texas, y grababan bajo el sello RCA Victor. 
El nombre del grupo proviene de la película de Federico Fellini, 8½ y una canción de Django Reinhardt llamada Souvenirs. La música de Django Reinhardt, y el gypsy jazz en general, están presentes en sus canciones.

## Integrantes
La formación de la banda fue evolucionado a lo largo de los años. Durante diferentes periodos, Incluyendo las presencias de:
- Olivier Giraud (Guitarra, Voz) Fue el miembro fundador
- Tony Balbineau (Voz, Guitarra rítmica)
- Todd Wulfmeyer (Bajo)
- Kathy Kiser (Voz)
- Glover Gill (Piano)
- Adam Berlin (Batería, Percusión)
- Juliana Sheffield (Voz)
- Kevin Smith (Bajo)
- Justin Sherburn (Piano)
- Rob Kidd (Batería y percusión)
- Chrysta Bell (Voz)

## Discografía
- Happy Feet (1995 - RCA Victor)
- Souvonica (1997 - Continental Club music )
- Twisted Desire (1999 - RCA Victor)
- Live Memories (2000 - Giraudo Records)